# レモラ
レモラ（Remora）は、古代ギリシャやローマの海に棲んでいたとされる怪魚の一種。語源はラテン語で遅延・障害を意味するRemorariである。なお、現在Remoraはコバンザメを意味する単語として使われている。
岩礁などに群れるとても小さな青白い魚で、頭部に軟骨で出来た吸盤がある。その吸盤で船にくっつき進行を妨げるという。大プリニウスはたった1匹のレモラが400人の漕ぎ手のいるカリグラのガレー船をびくとも動かなくしたと書いている。
紀元前31年、クレオパトラに恋をしたマルクス・アントニウスがオクタウィアヌスと一戦を交えようとした時、アントニウス軍の艦隊が予定通りに出航できなかったのも、このレモラのせいだとされる。